# Artemps
Artemps es una comuna francesa, situada en el departamento de Aisne, de la región de Alta Francia.

## Demografía
| 264 | 289 | 292 | 297 | 347 | 338 | 356 | 368 |
| Para los censos de 1962 a 1999 la población legal corresponde a la población sin duplicidades (Fuente: INSEE [Consultar]) |     |     |     |     |     |     |     |